# Luis Fuchs
Luis Fuchs (* 8. Jänner 1944 in Feistritz ob Bleiburg) ist ein ehemaliger österreichischer Politiker (ÖVP). Fuchs war von 1986 bis 1990 Abgeordneter zum österreichischen Nationalrat.

## Leben
Fuchs absolvierte nach dem Besuch der Pflichtschule die Fachschule für Raumgestaltung und die Meisterschule. Er war von 1964 bis 1972 beruflich als technischer Zeichner in einem Planungsbüro tätig und arbeitete zwischen 1972 und 1982 als Anwendungstechniker in einem Industrieunternehmen. Ab 1982 war er beruflich als technischer Verkaufsleiter aktiv.

## Politik
Fuchs engagierte sich zu Beginn seiner politischen Karriere in der Lokalpolitik, wobei er 1972 zum Mitglied des Gemeinderates bzw. Gemeindevorstand von Bad Bleiberg gewählt wurde. Er hatte ab 1984 zudem die Funktion eines Kammerrats der Kammer für Arbeiter und Angestellte für Kärnten inne und vertrat die Österreichische Volkspartei zwischen dem 17. Dezember 1986 und dem 4. November 1990 im Nationalrat. 